# Miraveles
Miraveles är en ort i Mexiko.   Den ligger i kommunen Tlatlaya och delstaten Mexiko, i den södra delen av landet, 140 km sydväst om huvudstaden Mexico City. Miraveles ligger 1 353 meter över havet och antalet invånare är 121.
Terrängen runt Miraveles är huvudsakligen kuperad, men söderut är den bergig. Runt Miraveles är det ganska tätbefolkat, med 60 invånare per kvadratkilometer. Närmaste större samhälle är Amatepec, 4,1 km nordost om Miraveles. I omgivningarna runt Miraveles växer huvudsakligen savannskog.